# Chrastince
Chrastince jsou obec v okrese Veľký Krtíš v Banskobystrickém kraji na Slovensku. Leží v Ipeľské kotlině přibližně 25 km jihozápadně od okresního města. Žije zde 208 obyvatel.
První písemná zmínka o obci pochází z roku 1243. V obci se nachází římskokatolický kostel Růžencové Panny Marie.